# Суковкины
Суковкины — дворянский род.
Восходит к середине XVII в. Род внесён в VI ч. родословных книг Курской и Санкт-Петербургской губерний.
- Суковкин, Петр Лаврович (около 1785 — ?) — герой Отечественной войны 1812 года и Заграничных походов, гражданский губернатор Новгородской губернии в 1834–1838 годах, генерал-майор по кавалерии, кавалер ордена св. Георгия 4-й степени по выслуге (19.12.1829).
  - Суковкин, Акинфий Петрович (1811—1860) — управляющий делами Комитета министров, тайный советник.
    - Суковкин, Михаил Акинфиевич (1857—1938) — председатель Киевской губернской земской управы, камергер.
- Суковкин, Николай Иоасафович (1861—1919) — киевский губернатор, сенатор.

## Описание герба
На щите, разделенном надвое, в верхней половине, в золотом поле, находится дерево дуб. В нижней половине, в правом голубом поле, крестообразно положены две серебряные шпаги остриями вверх, а в левом красном поле изображена серебряная башня с тремя зубцами.
На щите дворянский коронованный шлем. Намёт на щите золотой, подложенный зелёным. (Гербовник, VII, 143).